# Список подводных лодок ВМС Испании
Список подводных лодок военно-морского флота Испании, включает подводные лодки, зачисленные в состав испанского военно-морского флота.
Опытовая подводная лодка «Пераль» (1888 – 1890), сохраняемая в военно-морском музее в Картахене, никогда не была зачислена в состав военно-морского флота.
Подводные лодки испанской постройки «SA-51» и «SA-52» типа «Тибурон» (исп. Tiburón) (1966) не были зачислены в состав военно-морского флота.

## Подводная лодка «Исаак Пераль»
Подводная лодка, построенная в США по проекту «Холланд» (англ. Holland).
- «Исаак Пераль» (A-0) (1917 – 1932).

## Подводные лодки типа «A»
Подводные лодки итальянской постройки типа «F».
- «Нарсис Монтуриоль» (A-1) (исп. Narcís Monturiol) (1917 – 1934).
- «Косме Гарсия» (A-2) (исп. Cosme García) (1917 – 1931).
- Подводная лодка «A-3» (1917 – 1932).

## Подводные лодки типа «B»
Подводные лодки, построенные в Испании по лицензии компании «Электрик Боут» по проекту «Холланд».
- Подводная лодка «B-1» (1922 – 1940).
- Подводная лодка «B-2» (1922 – 1952).
- Подводная лодка «B-3» (1922 – 1940).
- Подводная лодка «B-4» (1923 – 1941).
- Подводная лодка «B-5» (1925 – 1936).
- Подводная лодка «B-6» (1926 – 1936).

## Подводные лодки типа «C»
Подводные лодки, построенные в Испании по лицензии компании «Электрик Боут» по проекту «Холланд».
- Подводная лодка «Исаак Пераль» (C-1) (1928 – 1950).
- Подводная лодка «C-2» (1928 – 1951).
- Подводная лодка «C-3» (1928 – 1936).
- Подводная лодка «C-4» (1928 – 1946).
- Подводная лодка «C-5» (1928 – 1937).
- Подводная лодка «C-6» (1928 – 1937).

## Подводные лодки типа «D»
Подводные лодки, построенные в Испании.
- Подводная лодка «S-11» (1947 – 1965).
- Подводная лодка «S-21» (1951 – 1971).
- Подводная лодка «S-22» (1954 – 1971).

## Подводные лодки типа «Генерал Мола»
Бывшие итальянские подводные лодки типа «Аркимеде».
- «Генерал Мола» (исп. General Mola) (1937 – 1958). Бывшая итальянская подводная лодка «Аркимеде» (ит. Archimede).
- «Генерал Санхурхо» (исп. General Sanjurjo) (1937 – 1958). Бывшая итальянская подводная лодка «Евангелиста Торричелли» (ит. Evangelista Torricelli).

## Подводные лодки типа «G»
Шесть подводных лодок типа VIIC были запланированы к постройке по лицензии в Испании, с обозначениями от «G-1» до «G-6». Одна была заложена, после чего постройка отменена.
- Подводная лодка «G-7» (1942 – 1970). Бывшая немецкая подводная лодка «U-573». В 1961 году переименована в «S-01».

## Подводные лодки типа «Фока»
Подводные лодки испанской постройки типа «Фока» (исп. Foca).
- Подводная лодка «SA-41» (1963 – 1967).
- Подводная лодка «SA-42» (1963 – 1967).

## Подводные лодки типа «Балао»
Бывшие американские подводные лодки типа «Балао» (англ. Balao).
- Подводная лодка «Альмиранте Гарсия де лос Рейес» (S-31) (1959 – 1982). Бывшая американская подводная лодка «Кракен» (SS-370) (англ. USS Kraken).
- Подводная лодка «Исаак Пераль» (S-32) (1971 – 1987). Бывшая американская подводная лодка «Ронкил» (SS-396) (англ. USS Ronquil).
- Подводная лодка «Нарсисо Монтуриоль» (S-33) (1972 – 1977). Бывшая американская подводная лодка «Пикуда» (SS-382) (англ. USS Picuda).
- Подводная лодка «Косме Гарсия» (S-34) (1972 – 1983). Бывшая американская подводная лодка «Бэнг» (SS-385) (англ. USS Bang).
- Подводная лодка «Нарсисо Монтуриоль» (S-35) (1974 – 1984). Бывшая американская подводная лодка «Джаллао» (SS-368) (англ. USS Jallao).

## Подводные лодки типа «Дельфин»
Подводные лодки французского типа «Дафне» (фр. Daphné), построенные по лицензии в Испании.
- Подводная лодка «Дельфин» (S-61) (исп. Delfín) (1973 – 2003).
- Подводная лодка «Тонина» (S-62) (исп. Tonina) (1973 – 2005).
- Подводная лодка «Марсопа» (S-63) (исп. Marsopa) (1975 – 2006).
- Подводная лодка «Нарвал» (S-64) (исп. Narval) (1975 – 2003).

## Подводные лодки типа «Галерна»
Подводные лодки французского типа «Агоста» (фр. Agosta), построенные по лицензии в Испании.
- Подводная лодка «Галерна» (S-71) (исп. Galerna) (с 1983).
- Подводная лодка «Сироко» (S-72) (исп.  Siroco) (1983 – 2012).
- Подводная лодка «Мистраль» (S-73) (исп. Mistral) (с 1985).
- Подводная лодка «Трамонтана» (S-74) (исп. Tramontana) (с 1986).

## Подводные лодки типа «Исаак Пераль»
Подводные лодки испанской постройки с воздухонезависимыми энергетическими установками, предполагаемые к вводу в строй в 2021–2022 годах.
- Подводная лодка «Исаак Пераль» (S-81) (исп. Isaac Peral)
- Подводная лодка «Нарсисо Монтуриоль» (S-82) (исп. Narciso Monturiol).
- Подводная лодка «Косме Гарсия» (S-83) (исп. Cosme García).